# Futbol'nyj Klub Fakel Voronež 2012-2013
Questa voce raccoglie le informazioni riguardanti il Futbol'nyj Klub Fakel Voronež nelle competizioni ufficiali della stagione 2012-2013.

## Stagione
La squadra terminò il proprio giorne di terza serie al secondo posto, fallendo la promozione in seconda serie.

## Rosa
| N. |                   | Ruolo | Calciatore           |
| -- | ----------------- | ----- | -------------------- |
| 1  | Russia (bandiera) | P     | Ivan Asyutin         |
| 2  | Russia (bandiera) | D     | Andrey Kolesnikov    |
| 3  | Russia (bandiera) | D     | Aleksandr Kudryashov |
| 4  | Russia (bandiera) | D     | Aleksandr Denisov    |
| 5  | Russia (bandiera) | C     | Denis Klopkov        |
| 6  | Russia (bandiera) | D     | Aleksey Zhitnikov    |
| 7  | Russia (bandiera) | C     | Rinat Mavletdinov    |
| 8  | Russia (bandiera) | C     | Vladimir Eremeev     |
| 9  | Russia (bandiera) | A     | Amir Bazhev          |
| 10 | Russia (bandiera) | A     | Petr Gitselov        |
| 11 | Russia (bandiera) | A     | Aleksandr Abroskin   |
| 14 | Russia (bandiera) | C     | Sergey Gavrilov      |
| 15 | Russia (bandiera) | D     | Evgeniy Gapon        |
| 16 | Russia (bandiera) | P     | Dmitri Ternovskiy    |
| 17 | Russia (bandiera) | C     | Vladimir Riedel      |
| 18 | Russia (bandiera) | A     | Denis Kirilenko      |

| N. |                   | Ruolo | Calciatore           |
| -- | ----------------- | ----- | -------------------- |
| 19 | Russia (bandiera) | D     | Aleksey Mikhalev     |
| 20 | Russia (bandiera) | C     | Sergey Khabarov      |
| 21 | Russia (bandiera) | C     | Igor Fateev          |
| 22 | Russia (bandiera) | C     | Mikhail Belov        |
| 23 | Russia (bandiera) | C     | Aleksandr Burakov    |
| 28 | Russia (bandiera) | C     | Evgeniy Dukhnov      |
| 31 | Russia (bandiera) | P     | Evgeniy Puzin        |
| 33 | Russia (bandiera) | D     | Aleksey Germashov    |
| 44 | Russia (bandiera) | A     | Sergey Bogomolov     |
| 51 | Russia (bandiera) | P     | Ilya Madilov         |
| 68 | Russia (bandiera) | A     | Viktor Svistunov     |
| 72 | Russia (bandiera) | C     | Roman Lev            |
| 77 | Russia (bandiera) | P     | Fedor Dyachenko      |
| 78 | Russia (bandiera) | C     | Lyubomir Kantonistov |
| 98 | Russia (bandiera) | A     | Dmitri Akimov        |

## Risultati

### Vtoraja liga
| Arbitro: | Roman Chernov |

|                                                              |           |                  |
| Denis Klopkov 63’ Petr Gitselov 66’ Lyubomir Kantonistov 78’ | Marcatori | 81’ Igor Boyarov |

| Arbitro: | Nikolay Voloshin |

|                                                                               |           |                    |
| Ivan Lozenkov 41’ Rinat Timokhin 50’ Andrey Khodykin 60’ Aleksandr Kutjin 87’ | Marcatori | 7’ Denis Kirilenko |

| Arbitro: | Ilia Trishin |

|                          |           |  |
| Lyubomir Kantonistov 56’ | Marcatori |  |

| Arbitro: | Vladimir Rogulev |

|                                       |           |  |
| Denis Kirilenko 44’ Petr Gitselov 71’ | Marcatori |  |

| Arbitro: | Igor Fedotov |

|                                                                                        |           |                                 |
| Dmitri Akhba 41’ (rig.) Dmitri Akhba 44’ (rig.) Artem Mitasov 75’ Evgeni Ponomarev 85’ | Marcatori | 12’ (rig.) Lyubomir Kantonistov |

| Arbitro: | Aleksey Amelin |

|                                                                |           |                                        |
| Aleksey Mikhalev 7’ Dmitri Akimov 23’ Denis Klopkov 68’ (rig.) | Marcatori | 39’ Aleksandr Nechaev 53’ Vadim Minich |

| Arbitro: | Kirill Levnikov |

|                      |           |                                          |
| Aleksandr Nartov 31’ | Marcatori | 15’ Denis Kirilenko 80’ Viktor Svistunov |

| Arbitro: | Sergey Kostevich |

|                                                                |           |                                                     |
| Oleg Gerasimenko 18’ Viktor Svistunov 68’ Viktor Svistunov 82’ | Marcatori | 29’ Vladimir Svizhuk 49’ (rig.) Aleksandr Selivanov |

| Arbitro: | Aleksandr Borisov |

|                         |           |                                 |
| Andrey Lukanchenkov 59’ | Marcatori | 30’ Igor Fateev 35’ Igor Fateev |

| Arbitro: | Vyacheslav Kharlamov |

|                                                           |           |                                             |
| Denis Kirilenko 36’ Denis Kirilenko 38’ Petr Gitselov 73’ | Marcatori | 15’ Arsen Oganesyan 45’ (rig.) Roman Vintov |

| Arbitro: | Ilia Trishin |

|                                          |           |                                                                 |
| Maksim Boychenko 42’ Artem Sapozhkov 50’ | Marcatori | 31’ Vladimir Eremeev 61’ Aleksey Germashov 65’ Viktor Svistunov |

| Arbitro: | Aleksey Amelin |

|                                                                                      |           |  |
| Petr Gitselov 47’ Vladimir Eremeev 64’ Lyubomir Kantonistov 77’ Oleg Gerasimenko 82’ | Marcatori |  |

| Arbitro: | Aleksandr Ksenafontov |

|  |           |                                             |
|  | Marcatori | 51’ Denis Kirilenko 90'+1’ Viktor Svistunov |

| Arbitro: | Aleksey Pchelintsev |

|                                           |           |                      |
| Aleksey Mikhalev 12’ Vladimir Eremeev 31’ | Marcatori | 73’ Dmitri Stolyarov |

| Arbitro: | Denis Shpilev |

|  |           |                                                                                           |
|  | Marcatori | 6’ Dmitri Akimov 35’ Denis Kirilenko 54’ Viktor Svistunov 90'+1’ (aut.) Sergey Shchigorev |

| Voronež 11 ottobre 2012, ore 18:00 16ª giornata | Fakel Voronež  | 0 – 0 referto | Arsenal Tula | Stadio Centrale (13.200 spett.)\| Arbitro: \| Aleksey Sukhoy \| |
| Arbitro:                                        | Aleksey Sukhoy |               |              |                                                                 |

| Arbitro: | Sergej Kuznecov |

|                                         |           |                          |
| Sergey Chernyshov 86’ Damir Sadikov 90’ | Marcatori | 70’ (rig.) Denis Klopkov |

| Arbitro: | Yuri Aponasenko |

|                           |           |  |
| Dmitrij Sokolov 7’ (rig.) | Marcatori |  |

| Arbitro: | Pavel Shadykhanov |

|                                            |           |                                    |
| Denis Klopkov 43’ Lyubomir Kantonistov 48’ | Marcatori | 35’ Igor Borozdin 89’ Dmitri Akhba |

| Arbitro: | Vladimir Rogulev |

|                       |           |                       |
| Aleksandr Nechaev 27’ | Marcatori | 44’ Aleksey Kotlyarov |

| Arbitro: | Dmitri Veselov |

|                       |           |                                            |
| Aleksey Kotlyarov 11’ | Marcatori | 13’ Artem Struchkov 44’ Vyacheslav Latynin |

| Arbitro: | Vitali Rushakov |

|  |           |                                        |
|  | Marcatori | 37’ Amir Bazhev 50’ (rig.) Amir Bazhev |

| Arbitro: | Kirill Chernyi |

|                        |           |  |
| Amir Bazhev 10’ (rig.) | Marcatori |  |

| Arbitro: | Artem Polyakov |

|  |           |                   |
|  | Marcatori | 60’ Petr Gitselov |

| Arbitro: | Aleksey Shibaev |

|                                             |           |  |
| Aleksey Kotlyarov 37’ Aleksey Kotlyarov 68’ | Marcatori |  |

| Arbitro: | Igor Fedotov |

|                            |           |  |
| Sergey Vasiljev 87’ (rig.) | Marcatori |  |

| Arbitro: | Denis Mareev |

|                                                      |           |                |
| Dmitri Akimov 24’ Lyubomir Kantonistov 90'+1’ (rig.) | Marcatori | 84’ Oleg Elkin |

| Arbitro: | Denis Zabotin |

|  |           |                                 |
|  | Marcatori | 82’ (rig.) Lyubomir Kantonistov |

| Arbitro: | Igor Panin |

|                      |           |                        |
| Aleksey Kotlyarov 6’ | Marcatori | 90'+1’ Aleksandr Surin |

| Arbitro: | Yuri Aponasenko |

|                                         |           |                                                                                     |
| Aleksey Baranov 17’ Anton Kireev 90'+1’ | Marcatori | 20’ Andrey Kolesnikov 27’ Viktor Svistunov 65’ Sergey Khabarov 83’ Aleksey Mikhalev |

### Kubok Rossii
| Arbitro: | Dmitri Lipovoy |

|  |           |                                          |
|  | Marcatori | 47’ Denis Kirilenko 61’ Oleg Gerasimenko |

| Arbitro: | Evgeni Gerasimenko |

|  |           |                      |
|  | Marcatori | 89’ Semen Nastusenko |